# Käthe Fröhbrodt
Käthe Fröhbrodt (* 16. April 1905 in Berlin-Friedrichshain; † 10. September 1986 in Königs Wusterhausen) war eine deutsche Arbeiterin, Sozialdemokratin und Widerstandskämpferin gegen den Nationalsozialismus sowie später Juristin in der Deutschen Demokratischen Republik.

## Leben
Käthe Fröhbrodt wurde als zweites Kind von Carl Fröhbrodt, Sozialdemokrat und Gewerkschafter, und seiner Frau Anna Fröhbrodt, ebenfalls in der Arbeiterbewegung aktiv, geboren. Ihr älterer Bruder Karl Fröhbrodt war ebenfalls politisch in einer Gewerkschaft und der SPD aktiv.
Ab 1922 arbeitete sie als Gewerkschaftssekretärin. Im selben Jahr trat sie in die Sozialistische Arbeiter-Jugend (SAJ) ein. 1924 wurde sie in den Hauptvorstand der SAJ gewählt, ab 1926 arbeitete sie hauptamtlich als Sekretärin. Noch im Mai 1933 rückte Käthe Fröhbrodt als SPD-Abgeordnete für Friedrichshain in die neu gewählte Berliner Stadtverordnetenversammlung nach.
Nach dem Verbot der SPD im Juni 1933 wurde ihr das Mandat entzogen und die politische Tätigkeit verboten. Käthe Fröhbrodt blieb weiter in der SAJ aktiv. Bereits im Dezember 1933 wurde sie das erste Mal von der Gestapo verhaftet und im August 1934 im sogenannten SAJ-Prozess gegen insgesamt 18 Angeklagte, darunter vier Frauen, zu acht Monaten Haft im Frauengefängnis Barnimstraße verurteilt. Nach ihrer Entlassung stand Käthe Fröhbrodt unter Polizeiaufsicht und wurde 1944 in der Aktion Gitter erneut verhaftet.
Sie überlebte die NS-Zeit und lebte später in der DDR. Dort absolvierte sie ein Juristisches Studium und arbeitete bis 1970 als Richterin und Staatsanwältin bei der Generalstaatsanwaltschaft der DDR.